# Moldavie au Concours Eurovision de la chanson 2011
La Moldavie a participé au Concours Eurovision de la chanson 2011. 
Le 26 février 2011, une sélection nationale est organisée. La chanson "So lucky" du groupe Zdob și Zdub est alors choisie. Zdob și Zdub avait déjà représenté la Moldavie à l'Eurovision en 2008.

## Finale 2011: O melodie pentru Europa 2011
| Passage | Artiste                          | Chanson                      | Jury  |    | Télévote |    | Total | Place |
| ------- | -------------------------------- | ---------------------------- | ----- | -- | -------- | -- | ----- | ----- |
| 1       | Natan                            | Dacă dragoste mai e          | 99    | 0  | 1,11 %   | 0  | 0     | 14    |
| 2       | Natalia Barbu                    | Let's Jazz                   | 126   | 12 | 9,13 %   | 7  | 19    | 2     |
| 3       | Ion Krasnopolski                 | Cu fanfara pînă dimineața    | 67.5  | 0  | 1,34 %   | 0  | 0     | 14    |
| 4       | Anișoara Balmuș                  | You and I                    | 66.5  | 0  | 0,25 %   | 0  | 0     | 14    |
| 5       | Latișev Denis                    | It's My First Dance with You | 85    | 0  | 0,27 %   | 0  | 0     | 14    |
| 6       | Pasha Parfeny                    | Dorule                       | 121.5 | 8  | 10,84 %  | 8  | 16    | 3     |
| 7       | Doinița Gherman                  | Viața                        | 92.5  | 0  | 1,82 %   | 0  | 0     | 14    |
| 8       | Corina Cuniuc                    | Și tac                       | 92    | 0  | 1,88 %   | 1  | 1     | 13    |
| 9       | Cristina Scarlat                 | Every day will be your day   | 101.5 | 2  | 1,09 %   | 0  | 2     | 12    |
| 10      | Diana Staver                     | Love song                    | 74    | 0  | 0,61 %   | 0  | 0     | 14    |
| 11      | Dumitru Socican                  | Ma pierd când o văd          | 83,5  | 0  | 2,54 %   | 3  | 3     | 10    |
| 12      | Nicoleta Gavrilița               | Just your friend             | 90,5  | 0  | 0,72 %   | 0  | 0     | 14    |
| 13      | Adriana Voloșenco                | I can win the game           | 78,5  | 0  | 0,98 %   | 0  | 0     | 14    |
| 14      | Boris Covali & Cristina Croitoru | Break it up                  | 107   | 6  | 3,55 %   | 5  | 11    | 6     |
| 15      | Ruslan Taranu                    | Lumina mea                   | 80,5  | 0  | 0,58 %   | 0  | 0     | 14    |
| 16      | Millenium                        | In Memoriam                  | 118,5 | 7  | 4,88 %   | 6  | 13    | 5     |
| 17      | Odry                             | Doina, dor nemărginit        | 96,5  | 0  | 1,08 %   | 0  | 0     | 14    |
| 18      | Karizma                          | When Life is Grey            | 99,5  | 1  | 33,35 %  | 12 | 13    | 4     |
| 19      | Vadim Luchin & Tamaz Djgarcava   | Always                       | 89,5  | 0  | 1,62 %   | 0  | 0     | 14    |
| 20      | Mariana Mihaila                  | Mi Rey!                      | 93    | 0  | 3,08 %   | 4  | 4     | 8     |
| 21      | Valeria Tarasova                 | This is my life              | 107   | 5  | 2,54 %   | 2  | 7     | 7     |
| 22      | Aurel Chirtoacă                  | Încă îndrăgostit             | 104   | 4  | 0,97 %   | 0  | 4     | 8     |
| 23      | M-Studio                         | Night Reflection             | 104   | 3  | 1,79 %   | 0  | 3     | 10    |
| 24      | Zdob și Zdub                     | So lucky                     | 122,5 | 10 | 13,15 %  | 10 | 20    | 1     |
| 25      | Dana Marchitan                   | Lucky you Lucky me           | 98    | 0  | 0,83 %   | 0  | 0     | 14    |

## À l'Eurovision
Le pays participe à la seconde demi-finale le 12 mai 2011 et se qualifie pour la finale. Le groupe termine 12ême avec 97 points.